# Melocactus pachyacanthus
Melocactus pachyacanthus ist eine Pflanzenart aus der Gattung Melocactus in der Familie der Kakteengewächse (Cactaceae). Das Artepitheton pachyacanthus leitet sich von den griechischen Worten pachys für ‚dick‘ sowie akanthos für ‚Dorn‘ ab.

## Beschreibung
Melocactus pachyacanthus wächst mit grünen bis graugrünen und manchmal glauken, niedergedrückt kugelförmigen bis verlängerten Körpern, die Wuchshöhen von 15 bis 30 Zentimetern und Durchmesser von bis 20 Zentimetern erreichen. Es sind 9 bis 11 niedrige Rippen vorhanden. Die kräftigen Dornen sind rötlich braun und grau überhaucht. Die 1 bis 3 Mitteldornen sind horizontal ausgespreizt und 2,8 bis 4,8 Zentimeter lang. Die 8 bis 9 geraden oder leicht gebogenen Randdornen erreichen Längen von 2,5 bis 4,9 Zentimetern. Das aus trüb rosaroten Borsten gebildete Cephalium wird bis 12 Zentimeter hoch und erreicht einen Durchmesser von 10 Zentimetern.
Die mehr oder weniger rosamagentafarbenen Blüten ragen kaum aus dem Cephalium heraus und öffnen sich manchmal nur teilweise. Sie sind 2,2 bis 2,5 Zentimeter lang und weisen Durchmesser von 7 bis 10 Millimeter auf. Die etwas abgeflachten Früchte sind weiß oder hellrosafarben und 1,6 bis 2 Zentimeter lang.

## Systematik, Verbreitung und Gefährdung
Melocactus pachyacanthus ist im brasilianischen Bundesstaat Bahia verbreitet.
Die Erstbeschreibung erfolgte 1976 durch Albert Frederik Hendrik Buining und Arnold J. Brederoo.
Die Unterart Melocactus pachyacanthus subsp. viridis N.P.Taylor wird als eigenständige Art Melocactus neoviridescens Guiggi akzeptiert
Melocactus pachyacanthus wurde in der Roten Liste gefährdeter Arten der IUCN von 2002 als „Endangered (EN)“, d. h. stark gefährdet eingestuft. Dies galt 2002 auch für die Unterart Melocactus pachyacanthus subsp. pachyacanthus. Melocactus pachyacanthus subsp. viridis galt hingegen als „Critically Endangered (CR)“, d. h. vom Aussterben bedroht. Bei der Aktualisierung 2010 wurden die Unterarten nicht neu bewertet und aus der roten Liste entfernt. Die Art gilt im Jahr 2013 als „Vulnerable (VU)“, d. h. gefährdet.

## Nachweise